# Glaphyria albifascialis
Glaphyria albifascialis là một loài bướm đêm trong họ Crambidae.